# Рудолф Крофлин
Рудолф Крофлин (Лењишче, код Клањца, 15. април 1916 — Загреб, 30. септембар 1941), учесник Народноослободилачке борбе и народни херој Југославије.

## Биографија
Рудолф Крофлин рођен је 15. априла 1916. године у селу Лењишче, код Клањца. Уочи рата запослио се у Загребу као ковачки радник у фабрици „Вентилатор“. Тамо се нашао у кругу напредних радника, који су се окупљали у Уједињеном радничком синдикалном савезу Југославије. Убрзо је запажен као способан организатор и примљен је у Комунистичку партију Југославије. Организовао је демонстрације и штрајкове.
Након окупације Југославије, као члан и затим секретар Другог рејонског комитета Комунистичке партије Хрватске у Загребу, организује омладинске ударне групе и сам учествује у бројним акцијама. С Антом Милковићем и браћом Глухак извео је диверзију на прузи Загреб-Сисак, учествовао је и у хватању полицијског агента Људевита Тиљка, а 14. септембра 1941. године извршио је с својом групом напад на групу усташа у Врбанићевој улици. Том је приликом рањено дванаест усташа, али је и сам Крофлин рањен и ухваћен.
Шеснаест дана страховито је мучен у загребачкој полицији. Није признао чак ни своје име. Подлегао је мучењу 30. септембра 1941. године.
Указом Президијума Народне скупштине Федеративне Народне Републике Југославије, 14. децембра 1949. године, проглашен је за народног хероја.